# Råå Sjöscoutkår
Råå Sjöscoutkår bildades 13 oktober 1939 av Harry Perborn på Råå. Scoutkåren bedriver idag segling och ungdomsverksamhet i Öresund och ligger placerad i det gamla hamnkontoret i Råå. Idag har scoutkåren 112 medlemmar (2013) och bedriver verksamhet riktad till barn från och med årskurs 1 till och med 25 års ålder.

## Historia
Initiativet till grundandet av Råå Scoutkår togs av Harry Perborn, skollärare på Råå. I maj 1939 fick han veta att greve Fredrik Bonde på Örenäs slott ämnade sälja en båt av modellen Koster som Perborn fick köpa för en ringa summa . Båten, Örenäs, renoverades på Bernhard Pålssons varv.
I Helsingborgsdagblad den 18 februari 1950 går det att läsa att kåren vid denna tid hade följande båtar: patrullbåtarna Bris, Ran, Skum och Salt samt kostern Två Liljor. Två Liljor hade gjort 18 långseglingar och tillryggalagt runt 6800 sjömil. Varje sommar företogs nya långseglingar, mestadels i Öresund men också i exempelvis Kattegatt och Östersjön där man besökte både Bornholm och Christans ö. 1951 såldes patrullbåten Skum och kåren införskaffade i dess ställe en annan patrullbåt vid namn Victoria. I verksamhetsberättelsen för 1958 anges att Victoria sjönk i en storm under juli månad samma år. Hösten 1956 köpte kåren havskryssaren Moana i Oxelösund av Norrtälje scoutkår, vilken seglades hem sommaren 1957 under en seglats som varade i 14 dagar. När den nya båten anlände till Råå Hamn möttes hon av folkmassor på piren.
Medlemsantalet uppgick år 1960 till 71. Därefter minskade emellertid antalet medlemmar och 1966 hade kåren bara 54 medlemmar. 1966-1967 startades en flicksjöscoutavdelning och 1970 hade kåren 85 medlemmar. 1964 genomfördes en jubileumssegling genom Göta kanal med anledning av kårens 25-årsjubileum. Detta var då den längsta seglingen som företagits i kårens historia. Skeppare var Harry Perborn.
1970 uppgick medlemsantalet till 95 medlemmar. 1971 köpte kåren sin första “moderna” segelbåt, en Sea-Cat. 1972 införskaffades en stortriss vid namn Flamingo och nu ägde man även 8 optimistjollar samt en följebåt med motor. Under sjuttiotalet höll man seglarskolor på somrarna men antalet långseglingar avtog något.

## Verksamhet
Råå Sjöscoutkår bedriver verksamhet från 7 till 25 års ålder:
- Bäverscouting (årskurs 1) den första introduktionen till scouting.
- Spårarscouting (årskurs 2 till 3) riktar sig till lågstadieungdomar, mindre övernattningar och hajker.
- Upptäckarscouting (årskurs 4 till 5) mellanstadieungdomar, fokus på hantering av yxa och kniv samt segling.
- Äventyrarscouting (årskurs 6 till 8) arbete i patruller för högstadieungdomar.
- Utmanarscouter (årskurs 9 till 19 års ålder) för personer som går i, eller snart ska börja gymnasiet.
- Roverscouter (19 till 25 år) riktar sig till personer som vill bedriva diverse verksamhet utanför ledarrollen.

Varje år deltar scoutkåren i julskyltningen i Råå . Scoutkåren anordnar även ett årligt valborgsfirande på stranden där det bjuds på underhållning i form av sång och musik.